# Пудовкин, Пётр Дмитриевич
Пётр Дми́триевич Пудо́вкин — из казаков станицы Воздвиженской Первого (Оренбургского) военного отдела Оренбургского казачьего войска. Ст. урядник 1-й сотни 14 ОКП, вахмистр сотни (1916). Прапорщик за Боевые Отличия — ПАФ 19.10.1917. Хорунжий за отличия в борьбе с большевиками — УВП № 102. 29.08.1918 со ст. с 20.06.1918. Во время Первой Мировой Войны служил в 14-м Оренбургском Казачьем Полку (на 10.1917). В Гражданскую войну в Белом движении, воевал в Красногорском партизанском отряде есаула Разумника Степанова. Ушел с армией атамана Дутова. Полный Георгиевский кавалер.
- 4-й ст. № 622712 — «Будучи начальником разъезда 4 сентября 1915 г. у д. Майкуны, под огнём противника, выяснил его движение и силы и донес своевременно об этом командиру 26-го Сибирского стрелкового полка»,
- 3-й ст. № 195977 — «1 июля 1916 г. во время боя у д. Мыльск, совместно с разведчиками 21-го Сибирского стрелкового полка, под ураганным огнём противника, произвел разведку и доставил важные сведения о противнике, готовившемся произвести атаку на участке 21-го полка. Благодаря чему своевременно были приняты меры и атака была отбита» (Приказ по V Сиб. АК № 231. 29.07.1916),
- 2-й ст. № 37322 — «Во время боя 9 июня 1916 г. телефонная связь была порвана и восстановить её было невозможно, под ураганным артиллерийским, ружейным и пулеметным огнём противника, в продолжении нескольких часов держал связь с 21-м Сибирским полком и соседними частями, своевременно доставлял все распоряжения и приказания, как в штабы, так и командирам батальонов, находящихся в передовой линии окопов» (Приказ по V Сиб. АК № 310. 04.09.1916),
- 1-й ст. № 15219 — «3 июля 1916 г. в бою при д. Вулька Порская, при наступлении противника на 200-й Кронштадтский пехотный полк, будучи для связи при штабе 1-й бригады 6-й Сибирской стрелковой дивизии, откуда был послан на участок 200-го полка для выяснения его положения, при въезде в лес встретил и присоединился к команде конных разведчиков 21-го Сибирского стрелкового полка. Участвовал с ними в атаке на прорвавшуюся цепь противника, чем способствовал отражению противника и захвату пленных» (Приказ по V Сиб. АК № 231, 29.07.1916).